# Hajdukowate
Hajdukowate, szorstniki (Holocentridae) – rodzina morskich ryb beryksokształtnych (Beryciformes) nazywanych często rybami-żołnierzami (z ang. soldierfishes) ze względu na jaskrawe ubarwienie ciała uzbrojonego w twarde łuski i ostre kolce. Poławiane lokalnie jako ryby konsumpcyjne. Niektóre gatunki są trzymane w akwariach.

## Występowanie
Ocean Indyjski, Atlantyk i Ocean Spokojny, najczęściej wśród raf koralowych na głębokościach do 100 m, rzadziej do 200 m p.p.m. Większość gatunków występuje w strefie przybrzeżnej, do 100, rzadziej do 200 m od linii brzegowej.

## Charakterystyka
Ciało nieznacznie wydłużone, u większości jaskrawo ubarwione, pokryte dużymi, szorstkimi łuskami ktenoidalnymi mocno osadzonymi w skórze (stąd nazwa szorstniki). W ubarwieniu większości dominuje kolor jasnoczerwony. Płetwa grzbietowa dwuczęściowa, z czego pierwsza część ciernista. Płetwa ogonowa wcięta. Kolce na pokrywach skrzelowych często są połączone z gruczołami jadowymi. Oczy duże, wypukłe.
Większość gatunków osiąga długość 20–30 cm. Najmniejsze gatunki z rodzaju Sargocentron nie przekraczają 8 cm, największe Holocentrus adscensionis, Sargocentron spiniferum i Myripristis murdjan dorastają do 60 cm.
Hajdukowate są aktywne nocą, w ciągu dnia kryją się wśród raf. Żywią się zooplanktonem, bezkręgowcami i małymi rybami.

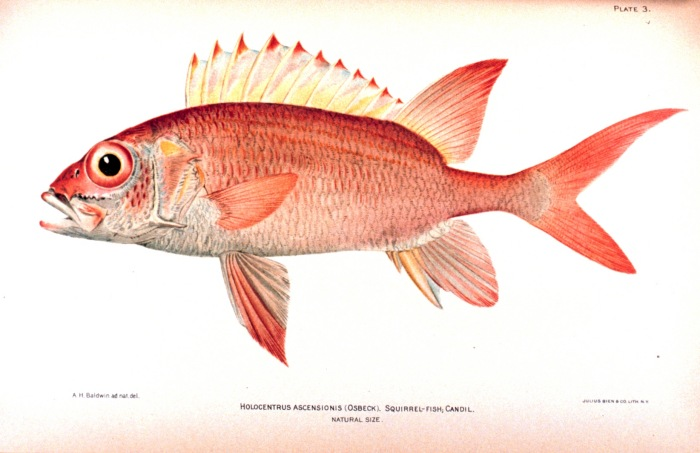
Holocentrus ascensionis

## Klasyfikacja
Rodzaje zaliczane do tej rodziny są zgrupowane w podrodzinach Holocentrinae, Myripristinae:
Corniger – Holocentrus – Myripristis – Neoniphon  – Ostichthys – Plectrypops – Pristilepis – Sargocentron

## Nazwy zwyczajowe
Nazwę zwyczajową „szorstnik” wprowadził w 1822 Feliks Paweł Jarocki dla rodzaju Holocentrus.